# نگریشوری
نگریشوری (به صربی: Negrišori) یک روستا در صربستان است که در لوچانی واقع شده‌است.
 نگریشوری ۹٫۳۵ کیلومتر مربع مساحت و ۴۹۹ نفر جمعیت دارد و ۴۱۹ متر بالاتر از سطح دریا واقع شده‌است.